# Prothema coomani
Prothema coomani es una especie de escarabajo longicornio del género Prothema, tribu Prothemini, subfamilia Cerambycinae. Fue descrita científicamente por Pic en 1934.
La especie se mantiene activa durante los meses de mayo y junio.

## Descripción
Mide 13 milímetros de longitud.

## Distribución
Se distribuye por Laos y Vietnam.